# 데드 스페이스 - 다운폴
데드 스페이스 - 다운폴(Dead Space: Downfall)은 미국에서 제작된 척 패튼 감독의 2008년 애니메이션, 공포, SF 영화이다. 커크 베일리 등이 주연으로 출연하였고 척 비버 등이 제작에 참여하였다.

## 출연

### 주연
- 커크 베일리
- 제프 베넷

### 조연
- 브루스 박스라이트너
- 짐 커밍스
- 그레이 딜라일
- 니카 푸터만
- 켈리 후
- 데이빗 알렌 크레이머
- 모리스 라마체
- 필 모리스
- 밥 닐
- 쉘리 오닐
- 짐 피독
- 케빈 마이클 리처드슨
- 리아 사겐트
- 할 스팍스
- 케이스 자라바즈카

## 제작진
- Ass-PD: 짐 와이어트
- 공동기획: 온드류스 젠킨스
- 공동기획: 줄리 케인 릿취